# 菲尔特
菲尔特（德語：Fürth，發音：[fʏʁt] ⓘ）是德国巴伐利亚州中弗兰肯行政区的非县辖城市，曾是菲尔特县的县治，面积63.35平方千米，2023年12月31日人口为132,032人，是继纽伦堡和维尔茨堡之后的弗兰肯地区第三大城市，也是巴伐利亚州第七大城市。该市与周边地区构成紐倫堡大都市區。

## 友好城市
菲尔特与以下城市结为友好城市：
- 法國 利摩日（1992年）
- 土耳其 马尔马里斯（1995年）
- 苏格兰 佩斯利（1969年）
- 希腊 克西洛卡斯特龙（2006年）